# Le Lindois

Le Lindois este o comună în departamentul Charente, Franța. În 2009 avea o populație de 343 de locuitori.